# يوكيا سوجيتا
يوكيا سوجيتا ( من مواليد 22 أبريل 1993 في اليابان) هو لاعب كرة قدم ياباني لعب سابقاً في نادي عرعر السعودي.

## روابط خارجية
- يوكيا سوجيتا على موقع اتحاد السويد (السويدية)
- يوكيا سوجيتا على موقع قاعدة بيانات كرة القدم.إي يو (الإنجليزية)
- يوكيا سوجيتا على موقع Soccerway.com (الإنجليزية)
- يوكيا سوجيتا على موقع عالم كرة القدم.نت (الإنجليزية)